# Schwedische Regierung

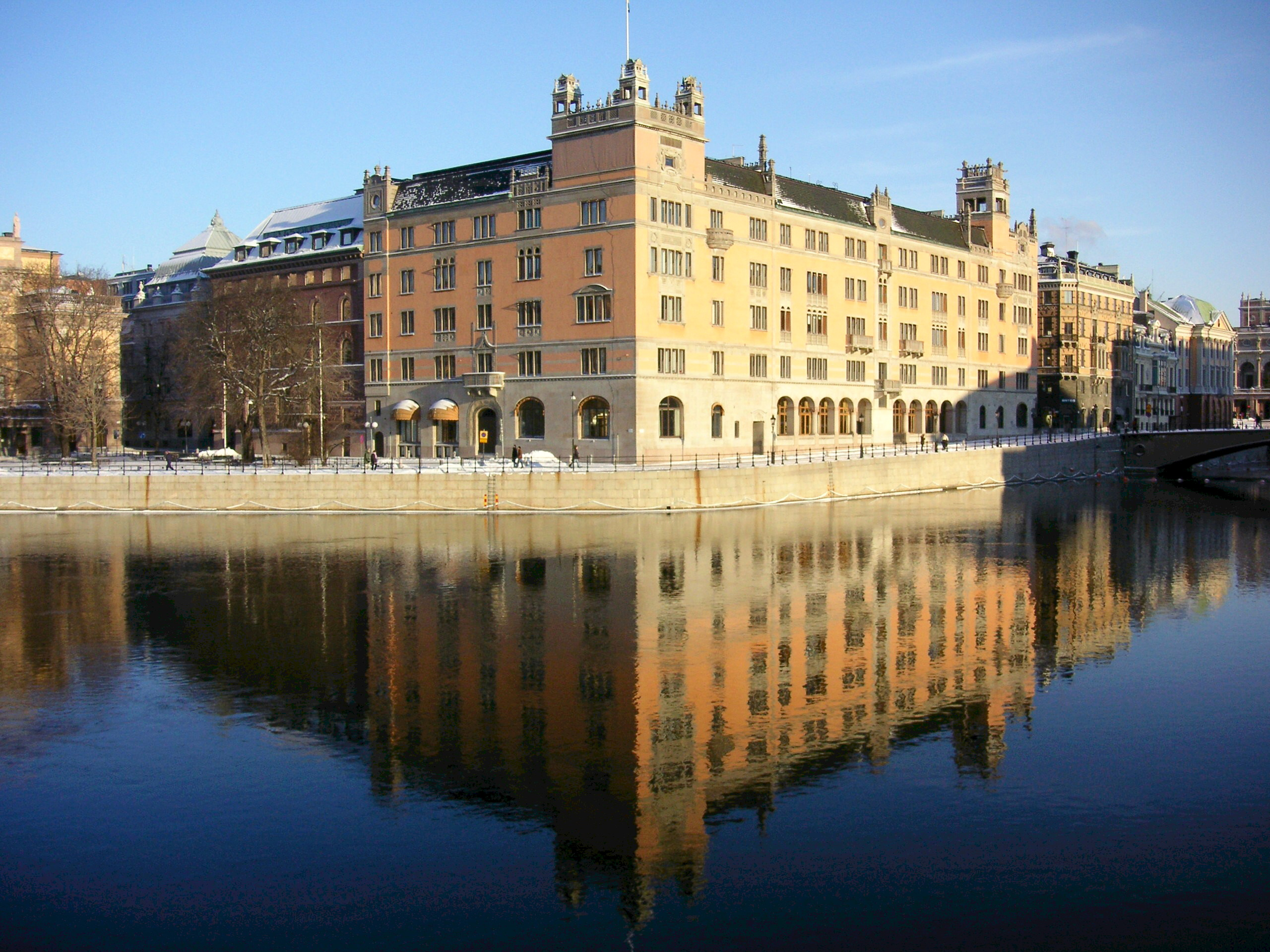
Im Gebäudeensemble Rosenbad befindet sich die Staatskanzlei, hier tagt das Kabinett.

Schwedens Regierung besteht aus dem Ministerpräsidenten (schwedisch: statsminister) und den Ministern (schwed.: statsråd oder seltener minister).

## Verfassungsrechtliche Position
Der Ministerpräsident wird auf Vorschlag des Reichstagspräsidenten (schwed.: talman) vom Reichstag gewählt. Die schwedischen Regeln zur Regierungsbildung sind vergleichsweise detailliert und formalisiert. Gleichzeitig erleichtern sie die Bildung von Minderheitsregierungen, da keine absolute Mehrheit der Reichstagsmehrheit notwendig ist. Der Ministerpräsident ist gewählt, sofern nicht eine absolute Mehrheit der gesetzlichen Mitglieder des Reichstages (also mindestens 175 der 349 Abgeordneten) gegen ihn stimmt. Eine relative Mehrheit gegen den Kandidaten kann seinen Amtsantritt nicht verhindern. Dieser Fall trat zuletzt bei der Regierungsbildung 2019 (nach der Reichstagswahl 2018) ein (115 Abgeordnete für, 153 Abgeordnete gegen den Vorschlag). Der Normalfall ist dagegen eine Minderheitsregierung mit relativer Mehrheit.
Der Ministerpräsident ernennt die Minister seiner Regierung und gibt sie dem Reichstag bekannt. Die Amtszeit der Regierung ist nicht an die Wahlperiode des Reichstags gekoppelt. Seit 2011 muss sich der Ministerpräsident aber, wenn er nicht zurückgetreten ist, innerhalb von zwei Wochen nach dem ersten Zusammentritt des Reichstags einer Vertrauensabstimmung stellen. Er ist abgewählt, wenn dabei die Mehrheit der Mitglieder gegen ihn stimmt.
Der Reichstag kann durch ein Misstrauensvotum einzelne Minister oder den Ministerpräsidenten (und mit ihm die gesamte Regierung) absetzen. Wenn die gesamte Regierung durch ein Misstrauensvotum abgesetzt wird, kann der Ministerpräsident innerhalb einer Woche Neuwahlen ausschreiben. In diesem Fall bleibt die Regierung als geschäftsführende Regierung bis zur Bildung einer Nachfolgeregierung im Amt.

## Ministerien
Die Ministerien werden als Departement bezeichnet. Es sind relativ wenige, weil viele eng zusammenhängende Aufgaben untergeordnet werden, so im socialdepartment Soziales, Gesundheit, Sozialversicherung und Soziale Dienste mit je einem Minister. Es gibt kein Innenministerium: Die Polizei untersteht dem Justizministerium, die öffentliche Verwaltung dem Finanzministerium. Komplexe Aufgaben wie Migration werden auf mehrere Ministerien aufgeteilt.
- Statsrådsberedningen (Staatskanzlei)
- Arbetsmarknadsdepartementet (Arbeitsmarkt)
- Finansdepartementet (Finanzen)
- Försvarsdepartementet (Verteidigung)
- Justitiedepartementet (Justiz)
- Klimat- och näringslivsdepartementet (Klima und Wirtschaft)
- Kulturdepartementet (Kultur)
- Landsbygds- och infrastrukturdepartementet (Landbau- und Infrastruktur)
- Socialdepartementet (Soziales und Gesundheit)
- Utbildningsdepartementet (Bildung)
- Utrikesdepartementet (Auswärtiges)[2] - Liste der Außenminister Schwedens

## Geschichte
In der Geschichte Schwedens haben seit der Einführung des allgemeinen Wahlrechtes (1921) mit wenigen Ausnahmen Minderheitsregierungen die Staatsgeschäfte geführt, entweder mit parlamentarischer Unterstützung weiterer Parteien oder – seltener – durch die Suche nach wechselnden Mehrheiten in den jeweiligen Sachfragen.
Im 20. Jahrhundert dominierte die Sozialdemokratische Arbeiterpartei (SAP) die politische Landschaft. 1920 kam sie unter Karl Hjalmar Branting erstmals an die Regierung. Die Sozialdemokraten stellten dann über weite Strecken den Regierungschef, nämlich von 1932 bis 1976, von 1982 bis 1991, von 1994 bis 2006 und von 2014 bis 2022. Langjährige sozialdemokratische Ministerpräsidenten waren von 1936 bis 1946 Per Albin Hansson und von 1946 bis 1969 Tage Erlander.